# Processus intra-jugulaire de l'os temporal
Le processus intra-jugulaire de l'os temporal (ou épine jugulaire de l’os temporal) est une petite épine osseuse sur le bord postérieur de la partie pétreuse de l'os temporal.
Il est relié au processus intra-jugulaire de l'os occipital par un faisceau fibreux.
Les deux processus et le faisceau fibreux divisent le foramen jugulaire en deux parties :
- une partie postérieure qui est l'origine de la veine jugulaire interne ;
- une partie antérieure traversée par le nerf glossopharyngien, le nerf vague et le nerf accessoire.